# Vivat musketeers!
Pour plus de détails, voir Fiche technique et Distribution.
Vivat musketeers! est un film d'animation russe de court métrage réalisé par Anton Dyakov et sorti en 2017.

## Fiche technique
- Titre : Vivat musketeers!
- Traduction du titre : Vive les mousquetaires !
- Réalisation : Anton Dyakov
- Scénario :
- Animation :
- Montage :
- Musique :
- Producteur : Boris Mashkovtsev et Mikhail Aldashin
- Production : Soyuzmultfilm Studio
- Distribution :
- Pays d'origine :  Russie
- Durée : 5 minutes 30
- Dates de sortie :
  -  France : 11 juin 2018 (FIFA 2018)

## Distinctions
Il remporte le prix du court métrage Jeune public à l'édition 2018 du festival international du film d'animation d'Annecy.